# Epidemiología de la diabetes
| Sin datos ≤ 7.5 7.5–15 15–22.5 22.5–30 30–37.5 37.5–45 | 45–52.5 52.5–60 60–67.5 67.5–75 75–82.5 ≥ 82.5 |

| Sin datos <100 100–200 200–300 300–400 400–500 500–600 | 600–700 700–800 800–900 900–1,000 1,000–1,500 >1,500 |

Años de vida potencialmente perdidos para la diabetes mellitus por cada 100,000 habitantes en 2004
Sin datos
<100
100–200
200–300
300–400
400–500
500–600
600–700
700–800
800–900
900–1,000
1,000–1,500
>1,500

Se calcula que en todo el mundo hay 463 millones de adultos con diabetes, según los últimos datos de 2019 de la Federación Internacional de Diabetes. La prevalencia de la diabetes está aumentando rápidamente; las estimaciones anteriores de 2017 situaban la cifra en 425 millones de personas con diabetes. Se prevé que la cifra casi se duplique para 2030. La diabetes de tipo 2 representa alrededor del 85-90% de todos los casos. El aumento de las tasas de prevalencia de la diabetes en general refleja en gran medida el aumento de los factores de riesgo del tipo 2, sobre todo la mayor longevidad y el sobrepeso o la obesidad.

Prevalencia (por 1,000 habitantes) de la diabetes en todo el mundo en el 2000 - El promedio mundial fue de 2.8%.
Sin datos
≤ 7.5
7.5–15
15–22.5
22.5–30
30–37.5
37.5–45
45–52.5
52.5–60
60–67.5
67.5–75
75–82.5
≥ 82.5

La diabetes mellitus se da en todo el mundo, pero es más común (especialmente el tipo 2) en los países más desarrollados. Sin embargo, el mayor aumento de la prevalencia se está produciendo en los países de ingresos bajos y medios, incluidos los de Asia y África, donde probablemente se encuentre la mayoría de los pacientes en 2030. El aumento de la incidencia en los países en vías de desarrollo se debe a la tendencia a la urbanización y a los cambios en el estilo de vida, que incluyen un estilo de vida cada vez más sedentario, un trabajo menos exigente desde el punto de vista físico y la transición nutricional mundial, marcada por el aumento de la ingesta de alimentos de alta densidad energética pero pobres en nutrientes (a menudo con alto contenido de azúcar y grasas saturadas, lo que a veces se denomina dieta de patrón occidental). Se ha comprobado que el riesgo de contraer diabetes de tipo 2 está asociado a una posición socioeconómica más baja en todos los países.
La OMS estima que la diabetes provocó 1,5 millones de muertes en 2012, lo que la convierte en la octava causa de muerte. Sin embargo, otros 2,2 millones de muertes en todo el mundo fueron atribuibles a la glucemia elevada y a los mayores riesgos de complicaciones asociadas (por ejemplo enfermedades cardíacas, accidentes cerebrovasculares, insuficiencia renal), que a menudo provocan una muerte prematura y suelen figurar como causa subyacente en los certificados de defunción en lugar de la diabetes Un estudio realizado en la población de la ciudad de Gomel con exposición a la radiación tras el incidente de Chernóbil demostró un aumento de la incidencia de la diabetes mellitus de tipo 1.

## Australia
Las poblaciones indígenas de los países del primer mundo tienen una mayor prevalencia y aumento de la incidencia de diabetes que sus correspondientes poblaciones no indígenas. En Australia, la prevalencia estandarizada por edad de la diabetes auto-reportada en indígenas australianos es casi cuatro veces la de los australianos no indígenas. Programas comunitarios de salud preventiva han mostrado algo de éxito en la lucha contra este problema.

## China
En China, casi una de cada diez personas adultas tiene diabetes. En China, un estudio en el 2010 estimó que más de 92 millones de adultos presentan la enfermedad, junto con otros 150 millones que muestran los primeros síntomas. La incidencia de la enfermedad se está incrementando rápidamente; un estudio en el 2009 encontró un incremento del 30% en siete años. Pueblos nómadas indígenas como los tibetanos y mongoles tienen mucha mayor susceptibilidad que los de la Etnia Han.

## India
Hasta hace poco, India era el país con más diabéticos del mundo, según la Fundación Internacional de la Diabetes, aunque ahora el país ha sido superado en el primer puesto por China. La diabetes afecta actualmente a más de 62 millones de indios, lo que supone más del 7,2% de la población adulta. Entre los adultos jóvenes y de mediana edad, la prevalencia de la diabetes es del 6,7% y la prediabetes del 5,6%, según la National Family Health Survey-4. La edad media de aparición es de 42,5 años. Casi un millón de indios mueren cada año a causa de la diabetes.
Según la Asociación India del Corazón, se prevé que en 2035 habrá 109 millones de personas con diabetes. Un estudio de la Asociación Americana de la Diabetes informa de que en la India se producirá el mayor aumento de personas diagnosticadas de diabetes de aquí a 2030. La elevada incidencia se atribuye a una combinación de susceptibilidad genética y a la adopción de un estilo de vida hipercalórico y poco activo por parte de la creciente clase media india.

## Reino Unido
Alrededor de 3.8 millones de personas en el Reino Unido tienen diabetes mellitus, pero la fundación "Diabetes U.K." del Reino Unido ha hecho predicciones que indican que dicho número podría crecer hasta 6.2 millones por los años 2035/2036. La NHS gastó un promedio diario de £2.2m (€2.6m; $3.7m) en el año 2013 en  recetas para controlar la diabetes en atención primaria y alrededor del 10% del presupuesto de la prescripción de la atención primaria se gasta en el tratamiento de la diabetes. "U.K." también ha predicho que el Servicio Nacional de Salud podría estar gastando hasta 16.900 millones de libras en la diabetes mellitus para 2035, cifra que significa que el NHS podría estar gastando hasta un 17% de su presupuesto en el tratamiento de la diabetes para el año 2035. Sin embargo, dado que el Reino Unido practica un sistema nacional de salud con acceso universal, hay muchos menos casos de diabetes diagnosticados en comparación con los Estados Unidos.

## Estados Unidos

Las tasas de diabetes a nivel de condado de 2004 – 2009

Las tasas de diabetes en los Estados Unidos de 1994-2010

Por al menos 20 años, las tasas de diabetes de América del Norte se han incrementado sustancialmente. En el año 2010, cerca de 26 millones de personas tenían diabetes en los Estados Unidos, de los cuales 7 millones de personas permanecieron sin un diagnóstico. Se estima que otras 57 millones de personas tienen prediabetes. Había aproximadamente 12.1 millones de visitas a urgencias relacionadas con la diabetes en 2010 para adultos de 18 años o más (515 por 10.000 habitantes de Estados Unidos) que representan el 9,4% de las visitas a emergencias.
Los Centros para el Control y Prevención de Enfermedades (CCPEEU) han denominado el cambio a una epidemia. La Cámara de Compensación en Información de Diabetes estima que la diabetes cuesta $132 billones en los Estados Unidos solamente cada año. Alrededor del 5% al 10% de los casos de diabetes en América del Norte son de tipo 1, siendo el resto tipo 2. La fracción del tipo 1 en otras partes del mundo difiere. La mayor parte de esta diferencia no se entiende actualmente. La Asociación Americana de Diabetes cita la evaluación del 2003 del Centro Nacional de Prevención de Enfermedades Crónicas y Promoción de la Salud (Centros para el Control y Prevención de Enfermedades) que uno de cada tres estadounidenses nacidos después del año 2000 desarrollará diabetes en su vida.
4.9% de los adultos estadounidenses tenía diabetes en el año 1990. Por el 1998, ese número aumentó en un tercio a 6.5%. La prevalencia de la diabetes aumentó para ambos sexos y todos los grupos raciales. Las mujeres estadounidenses han sufrido de diabetes a un ritmo mayor que los hombres, con el 7.4% de las mujeres diabéticas en 1998, en comparación con sólo el 5.5% de hombres. El aumento de la diabetes coincide con un aumento en el peso promedio a través de ambos sexos. En el mismo periodo de tiempo, el peso promedio en hombres y mujeres aumentó en casi 4 kilogramos. Esto se relaciona con el hecho de que la forma más común de diabetes, que es la tipo 2, está fuertemente asociada con el peso no saludable. Los estadounidenses mayores han sufrido de diabetes a un ritmo mucho mayor que las personas más jóvenes, con más del 12% de los de 60 70 años siendo diabéticos en 1998. En el mismo año, menos del 2% de los menores de 30 años sufrieron de diabetes. El peso es también un factor importante en la probabilidad de que alguien pueda convertirse en diabético, con el 13.5% de los estadounidenses obesos siendo diabéticos en 1998. En el mismo año, sólo el 3.5% de las personas en un peso saludable tenía la enfermedad.
Según la Asociación Americana de Diabetes, aproximadamente el 18.3% (8.6 millones) de los estadounidenses mayores a 60 años tienen diabetes. La prevalencia de la diabetes mellitus incrementa con la edad y se espera que el número de personas mayores con diabetes aumente junto con el crecimiento en números de la población anciana. La Encuesta de Salud Nacional y Examen Nutricional demostró, en la población de más de 65 años de edad, que el 18% y el 20% tiene diabetes, con el 40% que tiene ya sea diabetes o su forma precursora de intolerancia a la glucosa. Las personas mayores también tienen más probabilidades de ser vistas en salas de emergencias para la diabetes. Un estudio realizado por la agencia para la Investigación y Calidad de la Salud encontró que en 2010, las tasas de visitas a emergencias en relacionadas con la diabetes fueron más altas para los pacientes mayores de 65 años 1,307 por 10,000 habitantes) comparado con adultos mayores de 45 a 64 años (584 por 10,000 habitantes) y adultos de 18 a 44 años de edad (183 por 10,000 habitantes).
Un segundo estudio de la agencia para la Investigación y Calidad de la Salud encontró que la diabetes con complicaciones fue una de las veinte condiciones más caras vistas en Estados Unidos en pacientes hospitalizados en el año 2011, con un costo agregado de acerca de $5.4 billones por 561,000 estancias. Éste estuvo entre las 5 condiciones más caras para pacientes sin seguro, a un costo agregado de $440 millones por 62,000 hospitalizaciones.